# جک بالمر
جک بالمر (انگلیسی: Jack Balmer؛ ۶ فوریهٔ ۱۹۱۶ – ۲۵ دسامبر ۱۹۸۴ (۶۸ سال)) یک بازیکن فوتبال اهل بریتانیا بود.